# Fredrik IV av Pfalz
Fredrik IV av Pfalz (av grenen Pfalz-Simmern), född den 5 mars 1574, död den 19 september 1610, var en tysk kurfurste av Pfalz, son till Ludvig VI av Pfalz och Elisabeth av Hessen, gift med  Louise Juliana av Oranien.

## Barn
1. Louise Juliana av Pfalz (född 1594, död 1640; gift med Johan II av Pfalz-Zweibrücken)
2. Fredrik V av Pfalz (född 1596, död 1632)
3. Elisabeth Charlotta av Pfalz (född 1597, död 1660; gift med Georg Wilhem av Brandenburg)